# Daphne Guinness
Daphne Diana Joan Susanna Guinness (Hampstead, Londres, 9 de noviembre de 1967) es una diseñadora de modas, actriz, productora de cine y coleccionista de arte británica. Es heredera por descendencia directa del importante cervecero irlandés del siglo XVIII Arthur Guinness.

## Biografía

### Inicios
Su padre es Jonathan Guinness, tercer Barón Moyne, el hijo mayor de Diana Mitford y Bryan Guinness. Diana Mitford era la hija de David Freeman-Mitford, segundo Barón Redesdale. Mitford se divorció de Guinness y se casó con el líder de la Unión Británica de Fascistas, Oswald Mosley. De niña, Daphne creció en las casas de campo de su familia en Inglaterra e Irlanda. Pasó sus vacaciones en un antiguo monasterio del siglo XVIII en Cadaqués, Cataluña, con célebres vecinos como Salvador Dalí, Man Ray, Marcel Duchamp, Dieter Roth y Richard Hamilton.

### Carrera
El primer trabajo de Guinness en la moda fue con Isabella Blow. A pedido de la directora del Fashion Institute of Technology, Valerie Steele, Guinness pasó dos años montando una exhibición de cien muestras de su vestimenta, la cual fue mostrada en el contexto de sus otros proyectos, cine y modelaje. Ha trabajado con nombres y marcas como Karl Lagerfeld, NARS, MAC, Akris, Gareth Pugh y Philip Treacy como modelo. Fue amiga del difunto diseñador de modas Alexander McQueen. Daphne diseña moda, joyas y perfumes. Desde 1994 ha estado en la lista de las personas mejor vestidas del planeta. En 2010 fue nombrada en la lista de los 10 mejores vestidos de la revista británica Tatler. En 2011 creó una línea de maquillaje para cosméticos MAC.
Guiness ha producido y editado tres películas cortas: Cashback, Phenomenology of Body y Mnemosyne, y ha actuado en películas como The Murder of Jean Seberg (2011) y Shakki (2012).